# Линн (округ, Миссури)
Округ Линн (англ. Linn County) — округ штата Миссури, США. Население округа на 2009 год составляло 12 606 человек. Административный центр округа — город Линнеус.

## История
Округ Линн основан в 1837 году.

## География
Округ занимает площадь 1605.8 км2.

## Демография
Согласно оценке Бюро переписи населения США, в округе Линн в 2009 году проживало 12 606 человек. Плотность населения составляла 7.9 человек на квадратный километр.